# Peter Beyer (Biologe)
Peter Beyer (* 9. Mai 1952 in Hannover) ist ein deutscher Biologe und seit 2002 Professor für Zellbiologie (Institut für Biologie II) an der Albert-Ludwigs-Universität Freiburg. Beyer erregte weltweite Aufmerksamkeit als Miterfinder des Goldenen Reises, zusammen mit Ingo Potrykus der ETH Zürich. Goldener Reis ist ein genetisch modifizierter Reis, der Beta-Carotin, eine Vorläufersubstanz von Vitamin A, im Endosperm – dem essbaren Anteil des Reiskorns – anreichert. Durch das Beta-Carotin erhält er eine charakteristische gelbe Farbe.

## Leben
Nach Schulbesuch und Reifeprüfung in Hannover, studierte Peter Beyer von 1971 bis 1977 Biologie (Biochemie, Zellbiologie, Mikrobiologie, Makromolekulare Chemie) an den Universitäten von Marburg und Freiburg. 1981 schloss er sein Studium mit der Promotion in Zellbiologie ab. Von 1982 bis 1990 war er Universitätsassistent an der Universität Freiburg, und 2000 schloss er seine Habilitation ab, womit er die venia legendi erhielt.
Peter Beyer ist Professor am Zellbiologischen Institut (Biologie II) des Zentrum für Angewandte Biowissenschaften (ZAB) der Universität Freiburg, wo er neben seiner Lehrtätigkeit eine Forschungsgruppe auf dem Gebiet des Prenyl-Lipid Stoffwechsels leitet, mit Hauptaugenmerk auf den angewandten Aspekt der Erhöhung des Nährwerts von Nutzpflanzen in Entwicklungsländern.
Peter Beyer ist seit 2001 Mitglied des Golden Rice Humanitarian Boards, dessen Hauptziel es ist, den Goldenen Reis in Zielländer wie Indien, Philippinen, Vietnam, Bangladesch und Nepal einzuführen. Seit 2003 ist er Mitglied im HarvestPlus Konsortium (Sektion Nutritional Genomics) und seit 2005 Projektleiter des ProVitaMinRice Konsortiums, Teil des Grand Challenges in Global Health Programms der Bill & Melinda Gates-Stiftung. 2002 erhielt er den Wissenschafts-Kulturpreis der Europäischen Kulturstiftung Pro Europa.
Seit 2006 leitet Beyer das ProVitaMinRice Konsortium, welches von der Bill-und-Melinda-Gates-Stiftung als Teil der Grand Challenges in Global Health Initiative finanziert wird. Das internationale Konsortium arbeitet an einem Projekt mit dem Titel Engineering Rice for High Beta-Carotene, Vitamin E and Enhanced Iron and Zinc Bioavailability, dessen Ziel darin besteht, 'Goldenen Reis mit weiteren lebenswichtigen Mikronährstoffen anzureichern. Die erste Phase des Projekts läuft von 2005 bis 2010 und wurde mit 11,3 Millionen Dollar bedacht. Weitere Mitglieder des Konsortiums sind das Baylor College of Medicine (Houston, Texas), Michigan State University (East Lansing, Michigan), The Chinese University of Hong Kong (China), das Cuu Long Delta Rice Research Institute (Vietnam), das Internationale Reisforschungsinstitut IRRI (Philippinen) und das philippinische Reisforschungsinstitut PhilRice.
2006 wurde Beyer von den Lesern des Wissenschaftsmagazins Nature Biotechnology, zusammen mit Ingo Potrykus, zum 10-jährigen Jubiläum des Magazins, zu einer der weltweit angesehensten Persönlichkeiten auf den Gebieten der landwirtschaftlichen, Umwelt- und industriellen Biotechnologie gewählt.

## Publikationen
- Patent  EP1159428: Methode zur Verbesserung des agronomischen und des Ernährungswertes von Pflanzen. Angemeldet am 3. März 2000, veröffentlicht am 27. September 2006, Anmelder: Syngenta Participations AG, Erfinder: Peter Beyer, Ingo Potrykus (Method for improving the agronomic and nutritional value of plants).‌
- mit X. Ye, S. Al-Babili, A. Klöti, J. Zhang, P. Lucca und I. Potrykus: Engineering the provitamin A (beta-carotene) biosynthetic pathway into (carotenoid-free) rice endosperm. In: Science. 287, 2000, S. 303–305. (PDF)
- mit S. Al-Babili: Golden Rice – five years on the road – five years to go? In: Trends in Plant Science. Dezember 2005, S. 565–573. doi:10.1016/j.tplants.2005.10.006